# Machimus calvus
Machimus calvus är en tvåvingeart som beskrevs av Pavel Lehr 1972. Machimus calvus ingår i släktet Machimus och familjen rovflugor. Inga underarter finns listade i Catalogue of Life.